# 死六臣
死六臣（しろくしん、朝鮮語: 사육신、中国語: 死六臣）とは、世祖によって王位を追われた端宗の復位を図ろうとして処刑された李氏朝鮮時代の6人の政治家を指す言葉。
一般的に死六臣は次の人物を指す。
- 成三問（ソン・サンムン）
- 朴彭年（パク・ペンニョン）
- 河緯地（ハ・ウィジ）
- 李塏（朝鮮語版）（イ・ゲ）
- 兪応孚（ユ・ウンブ）
- 柳誠源（ユ・ソンウォン）

異説として、死六臣と共に連座して処刑された金文起（キム・ムンキ）を兪応孚または柳誠源の代わりに数えることがある。

## 端宗復位事件
世宗の長男にして世祖の兄である文宗が在位2年で早世し、その子である端宗が1452年に王位を継いだ。まだ幼かった端宗を補佐した首陽大君（後の世祖で、端宗の叔父）は1453年に端宗に従う重臣を殺害して権力を掌握した（癸酉靖難）。その後、首陽大君は錦城大君を配流し、譲寧大君（世宗の実兄）や権擥・韓明澮らの後押しにより1455年閏6月に端宗から王位を禅譲させ（これにより端宗は上王となった）、自らが世祖を名乗り王位に就いた。
この頃、明で起きた奪門の変の影響で、端宗の上王が廃位され、魯山君に封じられたのちに庶人へ落とされた。これにより、錦城大君や世宗によって集賢殿に抜擢された学者・政治家であり、文宗から幼い端宗を補佐するよう遺命を受けていた成三問らは、端宗の復位を図って同志を募った。しかし世祖を殺害して復位を実現しようとする計画は成三問らと共に行動するはずであった金礩の裏切りと密告によって発覚し、関与した者たちは世祖に捕らえられた。死六臣を含め、捕らえられた者は鞭打ちの拷問の後、凌遅刑（牛を用いた八つ裂きの刑）などで処刑された。このとき処刑された者は成三問の父である成勝なども含め70余名に上る。
錦城大君、端宗もこの事件により賜死となり、賜薬に処せられた。

## 死後の顕彰
その後、朝鮮王朝で成宗の時代より士林派が台頭し、名分論に基づいて世祖の権力掌握が簒奪と見なされる（戊午士禍）ようになると、これに抗して忠義に殉じた臣下たちが顕彰されるようになり、端宗復位事件で処刑されたうちの主要な6人が「死六臣」として讃えられるようになった。粛宗の時代の1691年に、彼らの名誉も回復されて漢江の南の鷺梁津に愍節書院が建てられた（現在の銅雀区の死六臣公園）。
また、世祖の即位を認めず下野し、生涯にわたり官職を固辞した、金時習（キム・シスプ）、元昊（ウォン・ホ）、李孟専（イ・メンジョン）・趙旅（チョ・リョ）・成聃壽（ソン・タムス）・南孝温（ナム・ヒョオン）の「生六臣（せいろくしん）も、死六臣と一対の忠臣たちとして顕彰されている。
2007年に死六臣を題材としたテレビドラマ（日本語題・死六臣）が大韓民国で製作・放映された。